# Иня (Хабаровский край)
Иня — село в Охотском районе Хабаровском крае. Входит в состав Инского сельского поселения.

## География
Село находится на берегу Охотского моря, на расстоянии 169 км к востоку от рабочего посёлка Охотск, административного центра района.

## Население
| 1806 | 1896 | 1910 | 1926 | 1992 | 2002 | 2010 |
| ---- | ---- | ---- | ---- | ---- | ---- | ---- |
| 58   | ↗132 | ↗200 | ↗288 | ↗836 | ↘618 | ↘370 |
| 2011 | 2012 | 2017 | 2021 |      |      |      |
| ↘366 | ↘339 | ↘248 | ↘243 |      |      |      |

## Улицы
| - ул. Заречная, - ул. Лесная, - ул. Луговая, - ул. Новая, - ул. Октябрьская, | - ул. Оленеводов, - ул. Первомайская, - ул. Победы, - ул. Речная, - ул. Труда. |

## Экономика
Село Иня – центральная усадьба многоотраслевого хозяйства «25 Октября» (рыболовство, оленеводство, охотпромысел, молочное животноводство, полеводство и др).